# Nyctennomos peratosema
Nyctennomos peratosema là một loài bướm đêm trong họ Noctuidae.